# Costanzo Norante
Costanzo Norante (Campomarino, 11 aprile 1828 – Napoli, 17 dicembre 1886) è stato un politico italiano.